# 時代小説
時代小説（じだいしょうせつ）は、過去の時代・人物・出来事などを題材として書かれた日本の小説。現代の日本では、明治時代以前の時代（主に江戸時代）を対象とすることが多い。歴史小説との違いについては、歴史小説を参照されたい。
かつては大衆文学はすなわち時代小説であり、広く庶民に受け入れられた。一般に歴史小説との境界は曖昧であるが、過去の時代背景を借りて物語を展開するのが時代小説であり、歴史小説は歴史上の人物や事件をあつかい、その核心に迫る小説である。

## 歴史
明治の中頃、村上浪六や塚原渋柿園は撥鬢小説や髷物小説と呼ばれる時代物を発表。これが後の大衆小説の先駆とされる。大正2年、その出発点とされる中里介山の『大菩薩峠』の連載が開始。また翌年には吉川英治がデビュー（筆名・吉川雉子郎）。大正14年には初めて吉川英治の筆名を使った「剣難女難」で人気を得た。大正15年には『大衆文藝』が創刊され、同人に直木三十五、長谷川伸などの作家がいた。さらに『キング』『オール讀物』といった大衆雑誌が相次いで創刊され、大衆小説はブームを迎えた。なお、「大衆小説」という言葉が定着するのは昭和の初めとされるが、当時、大衆小説といえばすなわち時代小説を指した。
昭和10年からは吉川英治が『宮本武蔵』の連載を開始。剣禅一如の境地を求める主人公を描いたこの作品は戦争下において広く受け入れられ、大衆文学の転機となった。また大佛次郎の『鞍馬天狗』はアラカンこと嵐寛寿郎主演で映画化され、高い人気を博した。一方、「捕物帳」というジャンルで岡本綺堂、陣出達朗らが活躍。このジャンルは時代小説の主流となった。戦時中は股旅、探偵小説が禁止され、綺堂『半七捕物帳』、達朗『伝七捕物帳』などの捕物帳が盛んであった。ほかにも子母沢寛の『勝海舟』、山本周五郎の『日本婦道記』などが読まれた。
戦後、時代小説は封建的であるとしてGHQの監視対象とされるものの、山手樹一郎の明朗もののほか、捕物帳が依然高い人気を保った。その後、村上元三の『佐々木小次郎』を皮切りに昭和30年代には剣豪を主人公とする「剣豪小説」ブームが起きた。その流れの中で五味康祐『柳生武芸帳』、柴田錬三郎『眠狂四郎無頼控』などの名作が生み出された。さらに山田風太郎による『魔界転生』や「忍法帖」ブーム、南條範夫による「残酷」ブームが起きた。このほか、池波正太郎、藤沢周平は時代小説の代表的な書き手として活躍し、池波は『鬼平犯科帳』『剣客商売』『仕掛人・藤枝梅安』、藤沢は『蟬しぐれ』『たそがれ清兵衛』などを書いた。
平成に入ると峰隆一郎が作品を単行本を経ずにいきなり文庫本で刊行するという「文庫書き下ろし」という出版形式で作品を量産した。その後も宮城賢秀、佐伯泰英らが時代小説を文庫本で書き下ろすという形で作品を発表。特に佐伯泰英はほぼ一月に一作のペースで作品を刊行し、多くの読者を獲得した。こうした文庫書き下ろしの形で発表される作品のほとんどがシリーズもので、近年は推理小説界からの参入や女性作家の活躍など、ジャンルの広がりがみられる。

## ジャンル

### 捕物帳
主に江戸時代を舞台とした推理小説。江戸市中で起きる様々な事件を解決していくもので、江戸町奉行所に勤めている与力や同心、また彼らから十手を預かる岡っ引（御用聞き）が主人公である場合が多い。時代小説の主流ジャンルの一つ。
岡本綺堂の『半七捕物帳』を嚆矢とし、佐々木味津三の『右門捕物帖』、野村胡堂の『銭形平次捕物控』、陣出達朗の『伝七捕物帳』、『新五捕物帳』、城昌幸の『若さま侍捕物手帖』など。『人形佐七捕物帳』の横溝正史は、作品に本格ミステリを配した点に特徴がある。シャーロック・ホームズを原書で読み構想したという岡本、クラシック音楽評論の草分けでもあった野村についても作品によっては本格趣味濃厚なものがあり、初期の捕物帳は江戸文化とともに欧米文化にも通暁した人々（岡本、横溝、城には翻訳の業績もある）によって拓かれてきた。これらのうち『半七――』『右門――』『銭形平次』を“三大捕物帳”、“三大”に『人形佐七――』『若さま侍――』を加えて“五大捕物帳”という。戦後は池波正太郎『鬼平犯科帳』が代表的だが、近年は女性作家の活躍が目覚しい。
1949年（昭和24年）、野村胡堂が中心となり「捕物作家クラブ」が結成。のちに、日本作家クラブ、日本文芸家クラブとなった。
『半七捕物帳』はシャーロック・ホームズを意識して書かれたものであるが、その後に追随した作品の多くでは、推理小説的な要素よりも人情話やユーモア小説、伝記小説などとしての側面が強調された。こうした点から、1950年ごろには推理小説のファンから格下に見られていたという。ただし、久生十蘭『顎十郎捕物帳』や都筑道夫『なめくじ長屋捕物さわぎ』など、本格推理小説的な側面の強い作品も書かれている。

### 伝奇小説
中国の伝奇小説に範を取り、時代背景や実在の人物を借りながら、架空の人物を登場させ現実離れした活躍を描くもの。白井喬二、国枝史郎や初期の吉川英治など。
山田風太郎は、歴史を題材にする以上史実の改変は許されないとして、資料の欠陥部を補う想像力で多数の優れた作品を発表した。SFとの融合を果たした伝奇ロマンと呼ばれる分野は半村良が開拓。このほかSF作家の高橋克彦、夢枕獏らが独自の世界を築いた。
また戦前の立川文庫の路線は「忍者小説」と呼ばれ、風太郎が発表した「忍法帖」で知られる。

### 剣豪小説
剣豪を主人公とした小説。いわゆるチャンバラシーンを骨格にして、宮本武蔵や柳生十兵衛のほかに、架空の剣士を活躍させる。実在の人物を題材にしたものには、吉川英治『宮本武蔵』、村上元三『佐々木小次郎』、五味康祐『柳生武芸帳』など。架空の人物を題材にしたものでは、中里介山の『大菩薩峠』、柴田錬三郎の『眠狂四郎無頼控』などが代表的。

### 市井小説
武士や公卿やアウトローではなく、都市に住む平民、すなわち職人や商人、あるいはその日暮らしの下層の人々を主人公とした作品。庶民の人情を描いたものが多く、山本周五郎、伊藤桂一、藤沢周平らが代表作家。

### 股旅物
主人公を渡世人や侠客とし、アウトローの世界を描いたもの。長谷川伸、子母澤寛が開拓。国定忠治や清水の次郎長が代表的な主人公。戦後は笹沢左保の『木枯らし紋次郎』が注目される。
「三度笠」「股引」「草鞋・脚絆」「合羽(カッパ)」「ドス・長ドス」などが特徴づけるもの又はキーワードとして用いられる。なお、小説に限らず、そのような人々が旅の途中で遭遇するエピソードなどを描いた演劇、講談・浪曲、映画等映像作品やそれらの主題歌他物語をモチーフとした楽曲などの総称でもある。

## 関連書籍
- 大村彦次郎 『時代小説盛衰史』 筑摩書房、2005年 ISBN 4480823573／ちくま文庫（上下）、2012年
- 関川夏央 『おじさんはなぜ時代小説が好きか』 岩波書店、2006年 ISBN 4000271040／集英社文庫、2010年
- 寺田博 『時代小説の勘どころ』 河出書房新社、2008年 ISBN 4309018610
- 高橋敏夫 『時代小説に会う！ その愉しみ、その怖さ、そのきらめきへ』 原書房、2007年
  - ―『時代小説が来る！　広く、深く、にぎやかに』 原書房、2010年
  - ―『時代小説はゆく！　「なかま」の再発見』 原書房、2013年
  - ―『抗う　時代小説と今とここにある「戦争」』 駒草出版、2019年　ISBN 9784909646187
- 縄田一男／永田哲朗『図説 時代小説のヒーローたち』 河出書房新社「ふくろうの本」、2000年
- 向井敏編 『時代小説作家ベスト101』 新書館、2002年　ISBN 978-4403250651
- 尾崎秀樹監修／大衆文学研究会編『歴史・時代小説事典』 有楽出版社、2000年
- 『時代小説人物事典』 歴史群像編集部編、学研、2007年
- 『時代小説用語辞典』 同、学研、2005年
- 秋山駿 『時代小説礼讃』 日本文芸社 1990年
- 末國善己 『時代小説で読む日本史』 文藝春秋、2011年

以下はブックガイド（各品切、絶版）
- 細谷正充『歴史・時代小説の快楽　読まなきゃ死ねない全100作ガイド』 河出書房新社、2017年
- 『名作時代小説100選　これだけは読んでおきたい』 杉江松恋編、アスキー新書：アスキー・メディアワークス　2009年
- 『時代小説百番勝負』 時代小説の会編、ちくま新書、1996年
- 『歴史・時代小説ベスト113』 大衆文学研究会編、中公文庫、2001年
- 小沢信男／多田道太郎／原章二 『時代小説の愉しみ』平凡社新書、2001年
- 山本一力／縄田一男／児玉清 『ぼくらが惚れた時代小説』朝日新書、2007年/朝日文庫、2011年
- 鷲田小彌太 『時代小説の快楽』 五月書房、2000年 
  - 鷲田小彌太 『時代小説の読み方』 日本経済新聞出版社〈日経ビジネス人文庫〉、2008年
- 寺田博 『百冊の時代小説　決定版』 文藝春秋、1999年/文春文庫、2003年
  - 『ちゃんばら回想』 朝日新聞社、1997年、時代劇映画、時代劇小説60編をガイド。
- 縄田一男 『時代小説の読みどころ　傑作・力作徹底案内　増補版』 角川文庫、2002年
  - 縄田一男 『歴史・時代小説100選』 PHP研究所、1996年
- 尾崎秀樹 『歴史・時代小説の作家たち』 講談社、1996年　類書を多数刊行。
- 『この時代小説を読まずに死ねるか』1996年、『いま、時代小説がおもしろい！』2003年

各＜別冊宝島＞宝島社、過去は毎年ブックガイドを発行していた
- 『時代小説ベスト100』ファーザーアンドマザー編、ジャパン・ミックス、1996年、新版1998年

上記と、「別冊宝島」はムック＜MOOK＞本
- 『歴史小説・時代小説総解説』 尾崎秀樹監修、自由国民社

239編を取り上げている、1984年、新版1986年。